# Chotrana
Chotrana (arabe : شطرانة), parfois transcrit Choutrana, est un village tunisien dépendant de la municipalité de La Soukra, dans le gouvernorat de l'Ariana.

## Géographie
Les villes limitrophes de Chotrana sont La Soukra, Jaafar et Borj Louzir. 
Au nord, le village s'arrête devant la sebkha Ariana ; au sud, il jouxte les terrains de l'aéroport international de Tunis-Carthage. 

## Histoire
C'est autour d'une école et d'une mosquée que s'est créé le village précédemment constitué d'un éparpillement de fermes et d'exploitations agricoles le long d'une avenue unique : l'avenue Sidi Salah. La ville de l'Ariana y a transféré l'un de ses marchés (Souk El Jemaa) ainsi qu'une déchèterie. La plus grande usine de traitement des eaux usées y est aussi située.
À partir de la fin des années 1970, de nouveaux habitants s'y installent en provenance de diverses régions du pays. Chotrana compte également de nombreux émigrés qui y ont construit une résidence secondaire dans laquelle ils séjournent durant l'été ou une fois à la retraite. 

## Administration
La ville a été subdivisée en trois secteurs : Chotrana I, Chotrana II et Chotrana III.

## Économie
La proximité de la zone aéroportuaire permet à Chotrana d'attirer des usines dites « sous douane ».

## Transport
Une seule ligne de bus (18B) dessert Chotrana et relie son marché à la gare routière de l'Ariana. 
Une route double voie est en cours d'achèvement et doit permettre de relier la route de La Soukra à celle de Raoued du côté de Jaafar.